# Ripley (televisieserie)
Ripley is een Amerikaanse psychologische thrillerserie gebaseerd op de roman The Talented Mr. Ripley van Patricia Highsmith uit 1955. De miniserie bestaat uit acht afleveringen en werd op 4 april 2024 uitgebracht op videodienst Netflix. Het is de eerste televisiebewerking van het verhaal. Eerder verschenen de films Plein soleil (1960) en The Talented Mr. Ripley (1999). De serie werd opgenomen in zwart-wit. 

## Plot
Oplichter Tom Ripley wordt ingehuurd door een rijke man om zijn verloren zoon te overtuigen weer terug te keren vanuit Italië. Maar wanneer Tom kennismaakt met het comfortabele leven in het buitenland, is dit de eerste stap naar oplichting, fraude en zelfs moord.

## Rolverdeling
| Acteur            | Personage        |
| ----------------- | ---------------- |
| Andrew Scott      | Tom Ripley       |
| Dakota Fanning    | Marge Sherwood   |
| Johnny Flynn      | Dickie Greenleaf |
| Eliot Sumner      | Freddie Miles    |
| Margherita Buy    | Signora Buffi    |
| Maurizio Lombardi | Pietro Ravini    |